# Prima Divisione 2015-2016 (Emirati Arabi Uniti)
La UAE Division 1 2015-2016 è la 42ª edizione della seconda divisione nazionale per club degli Emirati Arabi Uniti, la squadra campione in carica è il Dibba Al-Fujairah.
Alla competizione prenderanno parte solo 9 squadre per questa edizione.

## Squadre
- Al-Uruba
- Al Thaid
- Dibba Al Hisn
- Ras Al Khaima
- Al-Khaleej
- Dubai Club
- Hatta Club
- Ittihad Kalba
- Ajman

## Classifica
|  | Pos. | Squadra       | Pt | G  | V  | N | P  | GF | GS | DR  |
|  | ---- | ------------- | -- | -- | -- | - | -- | -- | -- | --- |
|  | 1.   | Hatta Club    | 39 | 16 | 12 | 3 | 1  | 39 | 21 | +18 |
|  | 2.   | Ittihad Kalba | 37 | 16 | 12 | 1 | 3  | 43 | 17 | +26 |
|  | 3.   | Ajman         | 35 | 16 | 11 | 2 | 3  | 46 | 19 | +27 |
|  | 4.   | Dubai Club    | 34 | 16 | 11 | 1 | 4  | 27 | 14 | +13 |
|  | 5.   | Al-Uruba      | 16 | 16 | 5  | 1 | 10 | 27 | 35 | -8  |
|  | 6.   | Dibba Al Hisn | 15 | 16 | 5  | 0 | 11 | 19 | 28 | -9  |
|  | 7.   | Al Thaid      | 14 | 16 | 4  | 2 | 10 | 25 | 41 | -16 |
|  | 8.   | Al-Khaleej    | 13 | 16 | 4  | 1 | 11 | 16 | 35 | -19 |
|  | 9.   | Ras Al Khaima | 6  | 16 | 1  | 3 | 12 | 18 | 50 | -32 |

Legenda:

      Promosse in UAE Arabian Gulf League 2016-2017

Note:
Tre punti a vittoria, uno a pareggio, zero a sconfitta.